# جمال حسان
جمال حسان هي كاتبة مصرية تعيش في لندن. تعمل كاستشارية في الطب النفسي بالمملكة المتحدة، درست الطب في جامعة عين شمس، ونألت الزمالة البريطانية في الطب النفسي.

## كتب
| الاسم                                     | دار النشر                    | النوع         | تاريخ النشر | عدد الصفحات | ردمك ISBN            | المصدر |
| ----------------------------------------- | ---------------------------- | ------------- | ----------- | ----------- | -------------------- | ------ |
| عصف اليقين                                | دار النهر للنشر والتوزيع     | مجموعات قصصية | 1996        | 112         | (ردمك 9789775617149) |        |
| للحقيقة الف وجه                           | الدار المصرية اللبنانية      | رواية         | 1999        | 243         | (ردمك 9772705710)    | [ 2 ]  |
| بنات بنات                                 | الدار المصرية اللبنانية      | رواية         | 2000        | 242         | (ردمك 9772706334)    | [ 3 ]  |
| في أعماق الرجل البهي                      | الدار المصرية اللبنانية      | رواية         | 2003        |             |                      | [ 4 ]  |
| شهريار ينتظـر                             | الدار المصرية اللبنانية      | مجموعات قصصية | 2008        | 154         | (ردمك 9774273400)    | [ 5 ]  |
| سندس والملك                               | الدار المصرية اللبنانية      | مجموعة قصصية  | 2009        |             |                      | [ 6 ]  |
| التفاؤل والطاقة الخلاقة في أيام التحرير   | المجلس الأعلي للثقافة        | كتاب بحثي     | 2012        |             |                      | [ 7 ]  |
| ولي بين الضلوع دم ولحم                    | ميريت للنشر والمعلومات       | مجموعات قصصية | 2014        |             | (ردمك 9789773517021) | [ 8 ]  |
| وديعة                                     | دار العين للنشر              | رواية         | 2015        | 546         | (ردمك 9789774903069) | [ 1 ]  |
| بور فؤاد 1973                             | الهيئة العامة المصرية للكتاب | رواية         | 2016        | 201         | (ردمك 9789779106465) | [ 9 ]  |
| الطريق إلي بودابست "وقائع سنوات الجمر"    | الهيئة العامة المصرية للكتاب | رواية         | 2017        | 162         | (ردمك 9789779111452) | [ 10 ] |
| ظمأ العيون                                | بتانة للنشر والتوزيع         | مجموعة قصصية  | 2017        |             | (ردمك 9789776233294) | [ 11 ] |
| من شدوان إلى بور توفيق: وقائع سنوات الجمر | الهيئة المصرية العامة للكتاب | رواية         | 2018        |             |                      | [ 12 ] |
| نساء الهلباوي: سيرة محامي حادثة دنشواي    | دار النسيم للنشر و التوزيع   | رواية         | 2019        | 239         | (ردمك 9789778021455) | [ 13 ] |
| 1956                                      | دار النسيم للنشر و التوزيع   | رواية         | 2020        |             |                      | [ 14 ] |